# Monika Juodvalkė
Monika Juodvalkė (* 1982) ist eine litauische Verwaltungsjuristin und ehemalige Politikerin, Vizeministerin für Umwelt.

## Leben
Nach dem Abitur am Gymnasium absolvierte Monika Juodvalkė von 2001 bis 2006 das Magisterstudium der Rechtswissenschaft an der Universität Vilnius der litauischen Hauptstadt Vilnius. Im September 2006 begann ihre Arbeit im Ministerium als Fachkraft in der Rechtsabteilung am Umweltministerium Litauens. Von Juli 2011 bis Juli 2015 bekleidete sie die Position einer Attaché und befasste sich mit Fragen der Globalen Erwärmung, der Standardisierung von Bauprozessen, der Stadtentwicklung und der Architektur. In der Umweltschutzabteilung leitete  Juodvalkė von August 2015 bis September 2016 die Unterabteilung für Rechts- und Personal. Nach ihrer Rückkehr ins Ministerium arbeitete Juodvalkė von Oktober 2016 bis November 2022 als Hauptberaterin in der Gruppe für Bau- und Raumplanungspolitik und von Dezember 2022 bis März 2023 leitete die Gruppe für Boden- und Raumplanungspolitik.
Von März 2022 bis Juli 2024 war sie stellvertretende Umweltministerin Litauens als Stellvertreterin von Simonas Gentvilas, der Minister im Kabinett Šimonytė war. Sie befasste sich auch mit Fragen der Raumplanung, der kommunalen Infrastrukturentwicklung, der Entwicklung der Bereiche Geodäsie, Kartographie, Verwaltung von Geodatensätzen und der Entwicklung der litauischen Geoinformationsinfrastruktur.
Monika Juodvalkė ist verheiratet.